# Piotr Nesterowicz
Piotr Nesterowicz (ur. 1971) – polski pisarz i menedżer.

## Życiorys
Absolwent Organizacji i Zarządzania na Akademii Ekonomicznej we Wrocławiu. W latach 2008–2011 członek zarządu Netia SA. Autor książek na temat zarządzania, reportaży, opowiadań i powieści fantasy. Jego eseje i reportaże były publikowane w „Akcencie”, „Dużym Formacie”, „Twórczości”, „Tygodniku Powszechnym” a opowiadania fantasy w „Nowej Fantastyce”. Absolwent Polskiej Szkoły Reportażu w Instytucie Reportażu w Warszawie. Za reportaż Cudowna był nominowany do Nagrody Literackiej „Nike” 2015 oraz został laureatem Nagrody Literackiej Prezydenta Miasta Białegostoku im. W. Kazaneckiego za najlepszą książkę roku 2014. Od 2018 roku tworzy Pismo. Magazyn Opinii.

## Książki
- Organizacja na skraju chaosu (Wydawnictwo Profesjonalnej Szkoły Biznesu, Kraków 2001)
- Ostatni obrońcy wiary (Wydawnictwo Petrus, Kraków 2012)
- Piasek (Wydawnictwo Novae Res, Gdynia 2013)
- Cudowna (Wydawnictwo Dowody na Istnienie, Warszawa 2014)
- Każdy został człowiekiem (Czarne, 2016)
- Jeremiasz (W.A.B., 2018), ISBN 978-83-280-5412-7